# Fuyens
Fuyens est une localité et une ancienne commune suisse du canton de Fribourg, située dans le district de la Glâne.

## Histoire
Le village fit partie du comté de Romont jusqu'en 1536, du bailliage de Romont jusqu'en 1798 et du district de Romont jusqu'en 1848. Sous l'Ancien Régime, Fuyens fut une petite seigneurie aux mains de la famille de Boccard de Fribourg. Les couvents d'Hauterive et de la Fille-Dieu y eurent des droits et des propriétés. Le village a toujours fait partie de la paroisse de Villaz-Saint-Pierre.
Fuyens fut réunie en 1978 à Villaz-Saint-Pierre, laquelle a fusionné en 2020 avec La Folliaz pour former la commune de Villaz.

## Toponymie
XIIe siècle : Fuiens

## Démographie
Fuyens comptait 67 habitants en 1970.